# Gary Miller
Gary Gene Miller, född 16 oktober 1948 i Huntsville i Arkansas, är en amerikansk republikansk politiker och affärsman. Han var ledamot av USA:s representanthus 1999–2015.
Miller gick i skola i California High School och i Lowell High School i Whittier i södra Kalifornien. Han studerade sedan vid Mt. San Antonio College i Walnut i Los Angeles County. Han tjänstgjorde 1967 i USA:s armé. Han startade sedan flera företag, bland andra G. Miller Development, G. Miller Masonry och G. Miller Framing. Han var 1992 borgmästare i Diamond Bar och 1995–1999 ledamot av California State Assembly, underhuset i delstatens lagstiftande församling.
Miller besegrade sittande kongressledamoten Jay Kim i republikanernas primärval inför kongressvalet 1998. Han vann sedan själva kongressvalet och efterträdde Kim i representanthuset i januari 1999. Han omvaldes sju gånger och meddelade i februari 2014 att han inte kandiderar för en nionde mandatperiod i representanthuset.